# حزب الشعب المحافظ الإستوني
حزب الشعب المحافظ الإستوني هو حزب شعبوي يميني محافظ وطني  إستوني، تأسس في 24 مارس 2012.

## الانتخابات البرلمانية 2023
احتل الحزب المرتبة الثانية في الانتخابات البرلمانية لعام 2023 بحصوله على 17 مقعدًا، بينما فاز حزب الإصلاح بحصوله على 37 مقعدًا، وحصل حزب الوسط على 16 مقعدًا، بخسارة 10 مقاعد عن الانتخابات السابقة، بينما حصل حزب إستونيا 200 على 14 مقعدًا. كانت هذه أول انتخابات جرى فيها الإدلاء بأكثر من نصف الأصوات إلكترونيًا في إستونيا.